# Стефано Векк'я
Стефано Джузеппе Арне Векк'я Гольмквіст (швед. Stefano Giuseppe Arne Vecchia Holmquist, нар. 23 січня 1995, Сульна, Швеція) — шведський футболіст італійського походження, форвард клубу «Мальме».

## Кар'єра
Стефано Векк'я народився у передмісті Стокгольма Сульні. Займатися футболом починав у столичному клубі «Васалундс», пізніше приєднався до футбольної школи клубу «Броммапойкарна». У ході сезону 2013 року Стефано дебютував у першій команді. А по завершенні сезону підписав з клубом свій перший професійний контракт. У клубі Векк'я провів чотири сезони але у 2016 році «Броммапойкарна» опустилася до третього дивізіону і форвард перейшов до іншого клубу з Аллсвенскан — «Сіріус» з Уппсали.
У сезоні 2020 року футболіст відзначився високою резульативністю у матчах за «Сіріус» і це не залишилося поза увагою. Вже в січні 2021 року норвезький «Русенборг» запропонував футболісту контракт терміном на чотири роки.

## Особисте життя
Стефано Векк'я має італійське коріння. Його дідусь був футболістом в Італії, а батько переїхав з Італії до Швеції у 80-х роках ХХ століття.

## Досягнення
«Мальме»
- Чемпіон Швеції: 2023

Особисті досягнення
- Гравець місяця Аллсвенскан: серпень 2020[3]